# IT&S
IT&S (International Transactions & Services) București este o companie distribuitoare de produse IT din România.
Compania a fost înființată în anul 1996 și are capital 100% românesc.
Printre mărcile distribuite de companie se numără Dell, Fujitsu - Siemens Computers (FSC), Canon, Nec, Yamaha.
Compania deține și saitul de vânzări online de produse electronice și de IT, Koyos.ro, lansat în vara anului 2010.
Număr de angajați în 2011: 40
Cifra de afaceri:
- 2010: 8,8 milioane euro[2]
- 2007: 24 milioane euro[1]